# 존 머피 (작곡가)
존 머피(영어: John Murphy, 1965년 3월 4일 ~)는 영국의 영화 음악 작곡가다. 독학으로 여러 악기를 다룰 줄 아는 그는 1980년대부터 음악 활동을 시작하여 로터스 이터스, 토마스 랭, 클라우디아 브뤼겐 등과 함께 작업했으며 영화 음악에서는 대니 보일, 가이 리치, 마이클 만, 매튜 본, 스티븐 프리어스, 제임스 건 등과 같은 감독들과 함께 작업했다. 칸 영화제, 영국 D&AD 어워드, BMI 어워드 등에서 수상한 경력이 있다.
존 머피는 가이 리치 감독의 <록 스탁 앤 투 스모킹 배럴즈>, 마이클 만 감독의 <마이애미 바이스>, 매튜 보건 감독의 <킥 애스>, 그리고 대니 보일 감독의 여러 작품들에 음악을 맡으면서 영화계에서 인지도를 높였고 <28일 후>의 "In the House – In a Heartbeat"과 <선샤인>의 "Adagio in D Minor"는 여러 TV 쇼나 광고, 영화 예고편 등에 사용되었다.

## 배경
영국 리버풀에서 태어난 존 머피는 1990년대 초반에 영화 음악 작업을 시작했고 영화 <세상에서 가장 운 나쁜 사나이>의 음악으로 두각을 나타냈다. OMD의 멤버였던 데이비드 휴즈와 함께 다수의 영국 영화 음악을 작업했는데 특히 그 중에서 1998년 영화 <록 스탁 앤 투 스모킹 배럴즈>의 음악으로 큰 성공을 거두었다.
영화 <스내치>부터 2000년대에 머피는 로스 앤젤레스에 거점을 두고 독립적으로 작업을 시작했다. 이후 대니 보일 감독의 흥행작인 <28일 후>와 <28주 후>의 음악으로 성공을 거두었고 역시 보일 감독의 공상과학 영화인 <선샤인>의 사운드트랙을 언더월드와 함께 작업했다. 2006년에는 마이클 만 감독의 영화 <마이애미 바이스>와 2009년 1972년 작을 리메이크한 영화 <왼편 마지막 집>, 그리고 2010년에는 <킥 애스>의 영화음악을 맡았다.
2014년 존 머피는 그동안 작업했지만 영화사에서 너무 이상하다고 퇴짜를 놓은 곡들을 모은 <Anonymous Rejected Filmscore> 앨범을 냈는데 어떤 영화인지는 밝히지 않겠다고 감독들과 약속을 했다고 한다.
2019년 머피는 BBC의 <레미제라블> 음악을, 2020년에는 제임스 건 감독의 <더 수어사이드 스쿼드> 음악을 작업했다.

## 음반

### 영화음악
| 년도 | 제목                                    | 감독                                     | 기타                                                    |
| ---- | --------------------------------------- | ---------------------------------------- | ------------------------------------------------------- |
| 1992 | 세상에서 가장 운 나쁜 사나이            | 바딤 진 게리 시나이어                    | 데이비드 휴즈와 공동작업                                |
| 1994 | 나이트스케어                            | 바딤 진                                  |                                                         |
| 1994 | 어 피스트 앳 미드나잇                   | 저스틴 하디                              | 데이비드 휴즈와 공동작업                                |
| 1994 | 디너 인 퍼가토리                        | 케리 키먼                                |                                                         |
| 1995 | 클락워크 마이스                         | 바딤 진                                  |                                                         |
| 1995 | 프로테우스                              | 밥 킨                                    |                                                         |
| 1996 | 드루이드 프로젝트                       | 줄리언 리처즈                            |                                                         |
| 1997 | 비하인드 더 마스크                      | 은고지 온우라                            | 단편영화                                                |
| 1997 | 남편을 질투하게 만든 남자               | 로버트 나이츠                            | TV 영화                                                 |
| 1998 | 스티프 어퍼 립스                        | 게리 시나이어                            |                                                         |
| 1998 | 사랑의 치외법권                         | 알라스테어 리드                          |                                                         |
| 1998 | 더 리얼 하워드 스피츠                   | 바딤 진                                  |                                                         |
| 1998 | 록 스탁 앤 투 스모킹 배럴즈             | 가이 리치                                | 데이비드 휴즈와 공동작업                                |
| 1999 | 원 모어 키스                            | 바딤 진                                  | 데이비드 휴즈와 공동작업                                |
| 1999 | 청혼                                    | 게리 시나이어                            | 데이비드 휴즈와 공동작업                                |
| 2000 | 스내치                                  | 가이 리치                                |                                                         |
| 2000 | 리암                                    | 스티븐 프리어즈                          |                                                         |
| 2000 | 체인 오브 풀스                          | 폰투스 뢰벤힐름 패트릭 폰 크루젠스테르나 |                                                         |
| 2001 | 행 타임                                 | 은고지 온우라                            | 단편영화                                                |
| 2001 | 천국에서 홀딱 벗고 청소하기             | 대니 보일                                | TV 영화                                                 |
| 2001 | 스트럼펫                                | 대니 보일                                | TV 영화                                                 |
| 2001 | 슈터                                    | 댄 리드                                  |                                                         |
| 2001 | 그들만의 월드컵                         | 베리 스콜닉                              |                                                         |
| 2002 | 벤자민 프로젝트                         | 케빈 브레이                              |                                                         |
| 2002 | 뉴 베스트 프렌드                        | 조 클라크-윌리암스                       | 데이비드 휴즈와 공동작업                                |
| 2002 | 시티 바이 더 씨                         | 마이클 카튼 존스                         |                                                         |
| 2002 | 28일 후...                              | 대니 보일                                |                                                         |
| 2002 | 프라이데이 3 - 프라이데이 애프터 넥스트 | 마커스 라보이                            |                                                         |
| 2003 | 인터미션                                | 존 크라울리                              |                                                         |
| 2004 | 퍼펙트 스코어                           | 브라이언 로빈스                          |                                                         |
| 2004 | 밀리언즈                                | 대니 보일                                |                                                         |
| 2005 | 게스 후?                                | 케빈 로드니 설리반                       |                                                         |
| 2005 | 존서스 따라잡기                         | 크레이그 보더스                          | 단편영화                                                |
| 2005 | 더 맨                                   | 레스 메이필드                            |                                                         |
| 2006 | 원초적 본능 2                           | 마이클 카튼 존스                         | 주제음악: 제리 골드스미스                               |
| 2006 | 마이애미 바이스                         | 마이클 만                                | 클라우스 바델트와 공동작업                              |
| 2007 | 선샤인                                  | 대니 보일                                | 언더월드와 공동작업                                     |
| 2007 | 28주 후                                 | 후안 카를로스 프레스나딜로               |                                                         |
| 2009 | 왼편 마지막 집                          | 데니스 일리아디스                        |                                                         |
| 2009 | 쟁키 프로모터스                         | 마커스 라보이                            |                                                         |
| 2009 | 아머드                                  | 님로드 앤탈                              |                                                         |
| 2010 | 킥 애스 : 영웅의 탄생                   | 매튜 본                                  | 헨리 잭맨, 마리우스 드 브리스, 일란 에쉬케리와 공동작업 |
| 2021 | 더 수어사이드 스쿼드                    | 제임스 건                                | 타일러 베이츠로 교체                                    |
| 2023 | 가디언즈 오브 갤럭시 3                  | 제임스 건                                |                                                         |

### 다큐멘터리
| 년도 | 제목                           | 감독          | 기타            |
| ---- | ------------------------------ | ------------- | --------------- |
| 1996 | Where the Bad Girls Go         | 크리스 버나드 | 단편 다큐멘터리 |
| 1996 | Eunice the Gladiator           | 크리스 버나드 | 단편 다큐멘터리 |
| 2000 | The Valley                     | 댄 리드       |                 |
| 2013 | Love Never Fails/Forever Found | 켈시 쇼 맥닐  |                 |

### TV
| 년도 | 제목                                 | 기타                             |
| ---- | ------------------------------------ | -------------------------------- |
| 1997 | 모던 타임스                          | 에피소드: "The Bubble"           |
| 2011 | 디스패치드                           | 에피소드: "The Battle for Haiti" |
| 2011 | 프론트라인                           | 에피소드: "Battle for Haiti"     |
| 2018 | 레미제라블                           | 미니시리즈                       |
| 2022 | 피스메이커                           | TV 시리즈                        |
| 2022 | 가디언즈 오브 갤럭시 홀리데이 스페셜 | 스페셜                           |